# Îles Caïmans
Pour les articles homonymes, voir Royaume-Uni et Caïman.
Les îles Caïmans, îles Cayman,, îles Caïman ou îles Caïmanes (en anglais : Cayman Islands, prononcé : [ˈkeɪmən ˈaɪləndz]) sont un territoire d'outre-mer britannique des Antilles situé en mer des Caraïbes. Ce territoire est connu pour être un paradis fiscal.

## Géographie

Carte des îles Caïmans.

Les îles Caïmans sont situées dans la partie ouest de la mer des Caraïbes. Elle ne sont pas rattachées aux Grandes Antilles dont elles sont proches. 
L'archipel comprend trois îles : Grand Cayman, Little Cayman et Cayman Brac, dont les superficies respectives sont de 197 km2, 26 km2 et 36 km2. La capitale administrative, George Town, est située sur la côte ouest de Grand Cayman. L'île de Cayman Brac se trouve à 193 km à l'ouest-sud-ouest de San Miguel, sur la côte méridionale de Cuba, et à 212 km au nord-ouest d'Orange Bay, à la Jamaïque.

Seven Miles Beach (plage des sept milles), Grand Cayman.

## Histoire

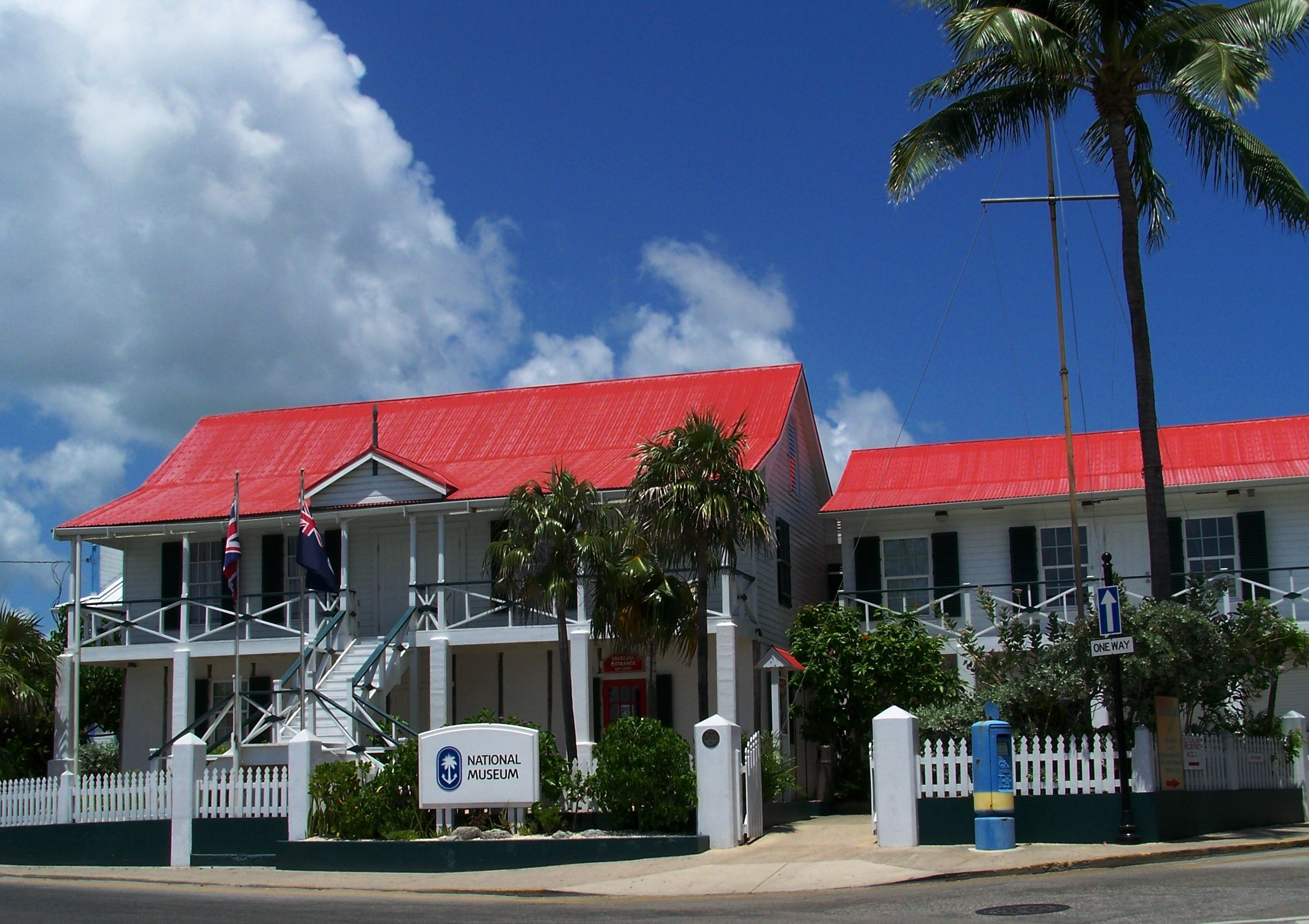
Musée national, George Town

La « carte de Turin » de 1523 des îles fut la première à les nommer Los Lagartos, signifiant « alligators » ou « grands lézards ». En 1530, elles étaient connues sous le nom de « Caymanes » d'après le mot carib « caimán » désignant ces crocodiles marins, soit le crocodile américain, soit le crocodile cubain (Crocodylus acutus ou C. rhombifer), qui y vivaient. Des récentes découvertes suggèrent que C. rhombifer, une espèce d'eau douce, dominait la région avant le XXe siècle.
Il est probable que les îles Caïmans aient d'abord été visitées par les Amérindiens, les peuples autochtones des Caraïbes. Les îles sont atteintes pour la première fois par Christophe Colomb le 10 mai 1503 au cours de son quatrième et dernier voyage vers le Nouveau Monde. Le premier visiteur britannique attesté est Francis Drake, qui y débarque en 1586 et leur donne leur nom actuel. Les îles, ainsi que la Jamaïque voisine, sont cédées à l'Angleterre en 1670 par le traité de Madrid.
Les îles restent très peu habitées jusqu'au XVIIe siècle. S'il n'existe aucune preuve archéologique d'une présence indigène, elles ont servi de refuge à des gens d'horizons différents tels des pirates, des réfugiés fuyant l'Inquisition espagnole, des marins perdus en mer et des déserteurs de l'armée d'Oliver Cromwell. D'après le folklore, le nom Cayman viendrait du nom d'un ancien captif, Cayman Cushing, qui aurait initié une évasion. En l'honneur de sa bravoure, les évadés se seraient établis sur ce qu'ils auraient appelé les îles Cayman.
Le premier habitant officiel permanent est Isaac Bodden, né sur l'île de Grand Cayman aux alentours de 1661. Il était le petit-fils du premier colon qui s'appelait Bodden et qui avait sans doute appartenu à l'armée d'Oliver Cromwell lors de la prise de la Jamaïque en 1655.
L'Angleterre prend officiellement le contrôle de l'archipel, en même temps que celui de la Jamaïque, à l'issue du traité de Madrid en 1670. Après plusieurs essais infructueux d'y établir une colonie, la première population anglophone réussit à s'installer de manière permanente dans les années 1730. Avec l'implantation se fait ressentir le besoin d'esclaves. Beaucoup sont amenés d'Afrique : une majorité des Caïmanais actuels sont d'ascendance africaine et anglaise. Le premier recensement, datant de 1802, indiquait pour Grand Caïman une population de 933 personnes dont 545 esclaves. Au moment de l'abolition de l'esclavage en 1834, on comptait 950 esclaves qui appartenaient à 116 familles blanches d'origine anglaise.
Les îles sont administrées comme une partie de la Jamaïque jusqu'en 1962, date à laquelle elles deviennent une colonie de la Couronne séparée, tandis que la Jamaïque devient un royaume du Commonwealth.
Historiquement, les îles Caïmans sont un paradis fiscal. Le 8 février 1794, les Caïmanais portent secours aux équipages de dix navires de commerce qui avaient heurté le récif et s'étaient échoués par une mer agitée. Parmi les navires (dont le HMS Convert), l'un transportait le prince Guillaume, futur Guillaume IV. Selon la légende, le roi George III récompensa les habitants de l'archipel pour avoir sauvé son fils, en leur promettant de ne jamais créer d'impôts. Bien que populaire, cette histoire est fausse.

## Politique
Les îles font partie de la Couronne britannique et le roi du Royaume-Uni, Charles III en est nominalement chef de l'État. Il est représenté par un gouverneur, actuellement Jane Owen (en).
Le Parlement des îles Caïmans est une chambre unique, qui comporte dix-neuf sièges pourvus au suffrage universel, plus deux sièges dont les titulaires sont nommés par le gouvernement. La durée du mandat des parlementaires est de quatre ans.
Les îles Caïmans comprennent six circonscriptions électorales :
- West Bay qui élit quatre députés ;
- George Town qui élit quatre députés ;
- Bodden Town qui élit trois députés ;
- Cayman Brac and Little Cayman qui élit deux députés (un pour l'île de Petit Caïman et un pour l'île de Caïman Brac) ;
- North Side et East End qui élisent chacune un député.

## Économie

### Fiscalité
Les îles Caïmans sont l'un des grands paradis fiscaux du monde, abritant de nombreuses sociétés offshore en tant que sociétés écrans. Et beaucoup de banques et d'entreprises y sont présentes, telles que Maples Group. Les îles Caïmans figurent sur la liste grise de l'Organisation de coopération et de développement économiques (OCDE) publiée en 2009.
En novembre 2017, les îles Caïmans font partie de la liste de douze pays menacés d'être placés sur la liste noire européenne des paradis fiscaux et susceptibles de faire l'objet de sanctions de l'Union européenne.
Il n’existe pas d’impôt sur les sociétés aux îles Caïmans, mais seulement des droits sur les biens importés à différents taux, un droit de timbre sur les transferts immobiliers au taux normal de 7,5 % et un droit de timbre de 1 % frappant les transactions d’actifs mobiliers. Toutefois, en sont normalement exonérées les émissions de sûretés et de titres de mutuelle. N’ayant pas d'impôt sur les sociétés mais seulement des taxes diverses, les îles Caïmans n’ont signé aucun traité tendant à éviter la double imposition.

### Efforts de transparence
En novembre 2001, les Îles ont signé un accord d’échange d’information en matière fiscale avec les États-Unis.
Dans les années 2000, William McKeeva Bush entame aussi des discussions avec l'OCDE pour que les îles Caïmans sortent de la liste grise des paradis fiscaux de cette organisation en signant des accords d'échange de renseignements fiscaux avec plusieurs pays. Il déclare : « Si les pays signataires nous demandent une information dans le cadre d'une enquête pour fraude ou évasion, nous la donnerons, sans faire de distinctions entre un délit pénal ou civil ». Depuis le début de 2009, les îles Caïmans ont signé de tels accords avec neuf pays dont les pays scandinaves, l'Irlande et les Pays-Bas. Des projets et des négociations avec d'autres pays sont en cours.
À la différence des Îles Vierges britanniques qui ont reçu du TJN (Tax Justice Network) le pire « score de refuge » au monde (en termes de degré d'abus fiscal mondial des entreprises que ce territoire permet), la juridiction des îles Caïmans a amélioré son score de transparence financière de 2020 à 2022 (année où, selon TJN, les îles Caïmans ont divulgué pour la première fois des données indiquant que le volume de « services financiers » que le territoire britannique d'outre-mer fournit aux étrangers est bien inférieur à ce que l'on croyait.
En octobre 2020, les Îles Caïmans sont retirées de la liste noire des paradis fiscaux par le Conseil de l'UE.
Les Îles sont deuxièmes au classement 2021 des paradis fiscaux du Réseau international pour la justice fiscale.

### Pavillon de complaisance
Les îles Caïmans ont été classées comme pavillon de complaisance par l'International Transport Workers' Federation.

### Transports
Les îles Caïmans possèdent la compagnie aérienne Cayman Airways, fondée en 1968, qui dessert treize destinations dont dix internationales (Cuba, États-Unis, Honduras, Jamaïque).

## Démographie

### Langues
L'anglais est la langue officielle des îles Caïmans ainsi que la première langue principale parlée à la maison en 2010 par 90,9 % de la population des îles soit 48 924 personnes, suivi de l'espagnol par 4,0 % soit 2 146 personnes (mais il est parlé par 10-12 % de la population), puis du filipino par 3,3 % soit 1 786 personnes (mais parlé par environ 5 % de la population, dont la plupart sont des résidents avec un permis de travail), les autres langues présentes représentant moins de 1 % chacune.
L'anglais des locaux est l'anglais des îles Caïmans.

## Culture
- Cayman 27, chaîne de télévision
- Music of the Cayman Islands (en)
- Culture of the Caribbean (en)
- Caribbean art (en)

## Patrimoine

### Patrimoine civil

#### Musées
- Le musée national des Îles Caïmans à George Town, ouvert en 1990, présente des collections diverses dont une bonne partie sont issues des collections d'Ira Thompson.
- Le musée de l'automobile de West Bay, ouvert en 2010, présente des modèles de voitures issues des collections d'Andras Ugland.
- Le musée de Cayman Brac propose des expositions sur les tortues, la construction navale, la vie de famille, les progrès médicaux… qui permettent aux visiteurs et aux habitants de revivre l’histoire des îles de Cayman Brac et de Little Cayman.
- Mission House situé à Bodden Town, est un musée consacré à l'histoire locale qui a pris de l'ampleur avec l'arrivée des premiers missionnaires presbytériens.
- L'École de rang à Savannah, ouverte en 1940 est transformée en musée en 1995.

#### Domaines
- Le château de Pedro Saint James, considéré comme le plus ancien bâtiment des îles Caïmans, est la reconstitution d'une ancienne maison de planteur datant de 1780.

#### Parcs et jardins
- Le parc botanique Reine-Élisabeth-II, jardin extérieur et centre de protection de la vie sauvage, a été officiellement ouvert et inauguré par la reine Élisabeth II.

### Patrimoine religieux
- L'église Saint-Ignace à George Town, construite en 1982.
- L’église Stella Maris à Cayman Brac, construite en 2011.